# James Wilson Morrice

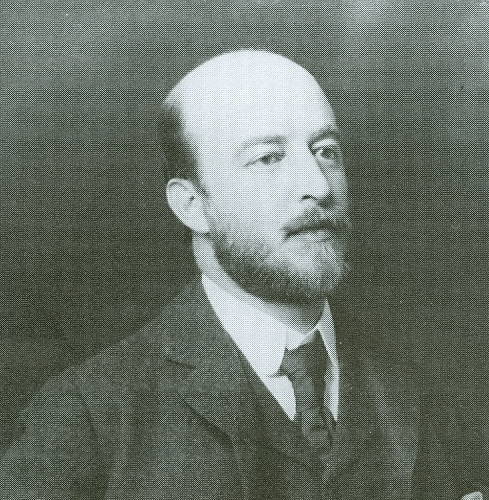
James Wilson Morrice

James Wilson Morrice (Montreal, 10 augustus 1865 – Tunis, 23 januari 1924) was een Canadees kunstschilder, die een groot deel van zijn leven in Parijs werkte. Hij wordt gerekend tot het impressionisme.

## Leven en werk
Morrice was de zoon van een rijke handelsman en studeerde tussen 1882 en 1889 rechten in Toronto. In 1890 besloot hij voor een artistieke carrière te kiezen en vertrok voor kunststudies naar Engeland. Korte tijd later ging hij naar Parijs, waar hij studeerde aan de Académie Julian. Hij kwam er in contact met Charles Conder, Maurice Prendergast en Robert Henri.
Morrice leefde tot aan de Eerste Wereldoorlog in Parijs, maar maakte vele reizen, onder andere naar de Verenigde Staten, Rusland, Venetië, Gibraltar en Tanger, waar hij in 1911-1912 een studio deelde met Henri Matisse. Ook schilderde hij bij de kunstenaarskolonies in Pont-Aven en Grez-sur-Loing. Tijdens de winters verbleef hij vaak in Canada. In Parijs verkeerde hij met vooraanstaande Engelstalige kunstenaars als W. Somerset Maugham, Arnold Bennett, en Clive Bell.
Morrice schilderde vooral impressionistische landschappen, beïnvloed door het tedere en ingetogen kleurgebruik van James McNeill Whistler en Eugène Boudin. Zijn latere werk is stralender en krachtiger, mede geïnspireerd door Vincent van Gogh. Hij exposeerde bij de Salon d'Automne en de Canadian Art Club. In 1913 werd hij lid van de Royal Canadian Academy.
Kort na het uitbreken van de Eerste Wereldoorlog ging Morrice terug naar Montreal en reisde later door maar Cuba en Jamaica. Vanaf die tijd begon hij ook problemen te krijgen met alcohol. In 1915 keerde 1916 keerde hij terug naar Parijs en maakte in opdracht van de Canadese regering een aantal schilderijen van de Canadese troepen. In 1922 reisde hij nog naar Algiers, waar hij schilderde met Albert Marquet. Vervolgens ging zijn gezondheid snel achteruit en hij overleed in 1925, op 58-jarige leeftijd.

## Galerij

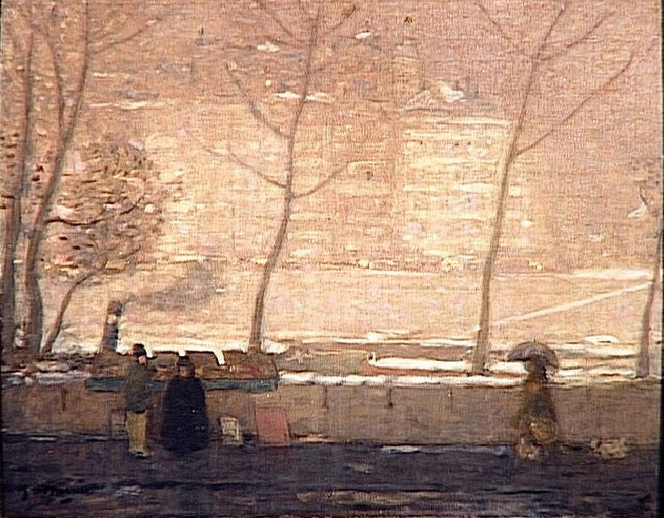
Quai des Grands-Augustins
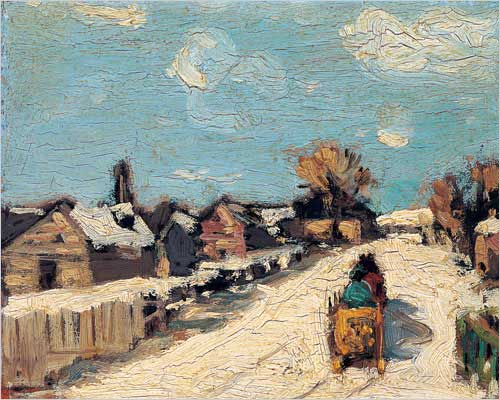
Winter Landscape with Horse
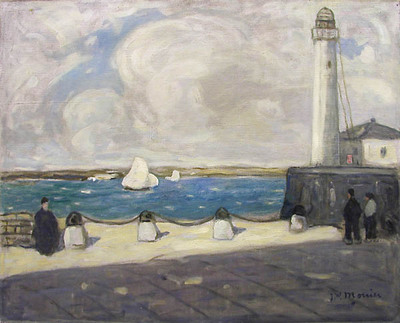
Havre
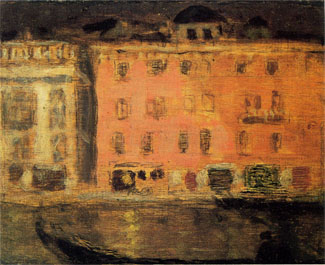
Venice
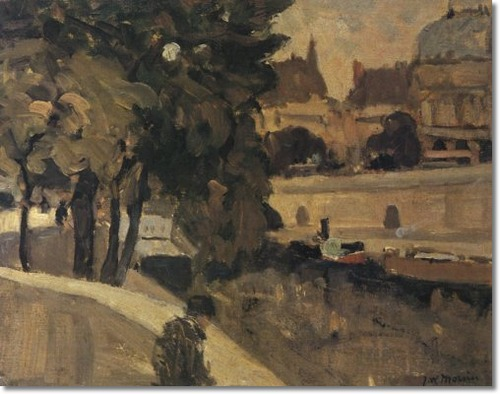
Along the Seine
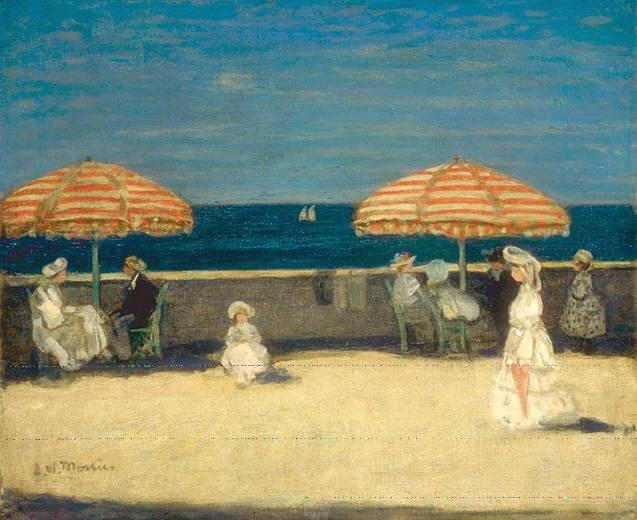
Dieppe
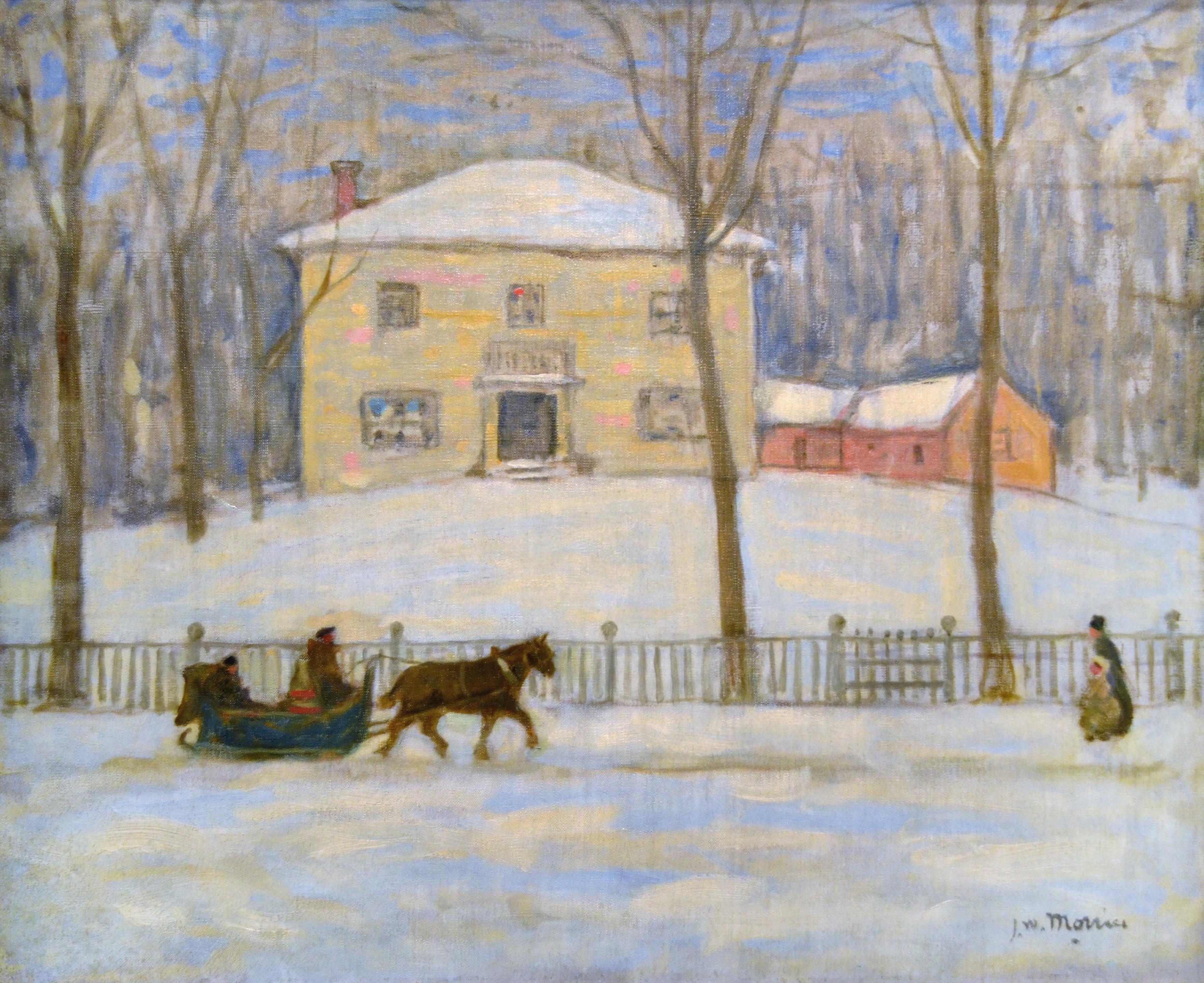
La Vieille Maison Holton à Montreal
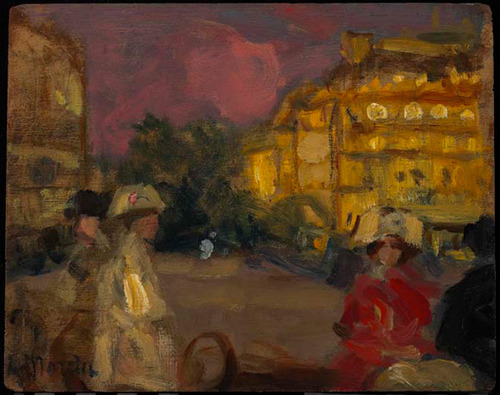
Street Scene Pink Sky Paris
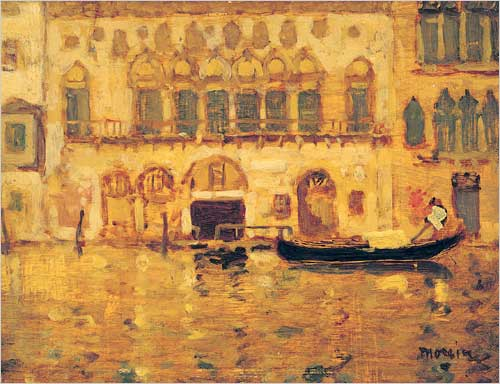
Venice
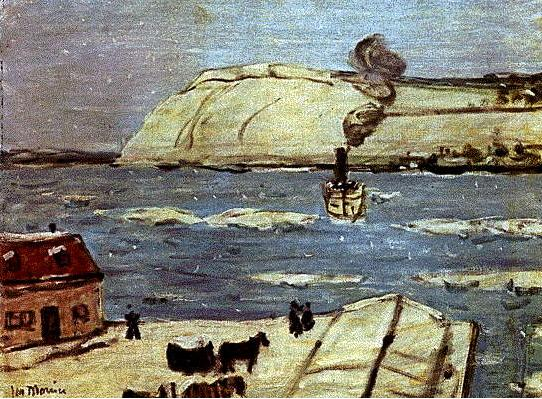
The Ferry, Quebec